# جهاز الأمن الوطني العراقي
جهاز الأمن الوطني العراقي هو أحد الأجهزة الأمنية العراقية يرتبط بالقائد العام للقوات المسلحة العراقية، بحسب المادة الأولى من قانون الأمن الوطني العراقي لسنة 2021 الذي أقره مجلس النواب العراقي

## الأهداف والمهام
الحفاظ على الأمن العام ومنع النشاطات المادية و تبادل المعلومات مع الأجهزة الوطنية الأخرى، رصد اتجاهات الرأي العام في المجتمع والتحقيق مع الموقوفين بقضايا الأمن الوطني،ورصد محاولات التخريب في المؤسسات الحكومية وغير الحكومية ومكافحتها.

## المديريات
- مديرية العلاقات والإعلام